# Escola Laboratori de la Universitat de Chicago
'Les escoles de laboratori de la Universitat de Chicago (també conegudes com a 'Lab' o Escola de laboratori i abreujades 'UCLS, amb les classes superiors sobrenomenades com a 'U-High') és una escola de dia privada i coeducativa a Chicago, Illinois. Està afiliada la Universitat de Chicago. La meitat dels estudiants tenen un pare que es troba al professorat o al personal de la Universitat.

## Història
Les escoles de laboratori van ser fundades per l'educador nord-americà John Dewey el 1896 al barri de Hyde Park de Chicago. Calvin Brainerd Cady va ser director del departament de música de Dewey. L'escola va començar com una institució educativa progressiva que va des de la guarderia fins al 12è grau.

## Campus
Les escoles de laboratori estan formades per dos campus interrelacionats. El Campus Històric, ubicat al 1362 East 59th Street, omple dos blocs urbans complets i alberga els graus 3-12 (uns 1.200 estudiants) en cinc edificis interconnectats: Blaine Hall (construït el 1903), Belfield Towers (1904), Judd Hall (1931), l'escola secundària (construït el 1960), l'escola mitjana (1993), i Gordon Parks Arts Hall (2015) que compta amb 100 aules. En aquest campus hi ha també dos gimnasos interconnectats : Sunny Gym (construït el 1929) i Kovler Gymnasium (construït el 2000). Els estudiants tenen accés tant a Scammon Garden com a Jackman Field.
El setembre de 2013, Lab va inaugurar Earl Shapiro Hall en el seu nou campus de la Primera Infància situat a 5800 South Stony Island Avenue. Aquest nou edifici, dissenyat per Valerio Dewalt Train i FGM Architects, alberga aproximadament 625 infants de guarderia P3 fins a segon grau. L'edifici és nomenat per Earl Shapiro, que es va graduar del Laboratori el 1956.
Hi ha ordinadors al 100% de les aules i 13 laboratoris de ciències.

## Cicles i graus

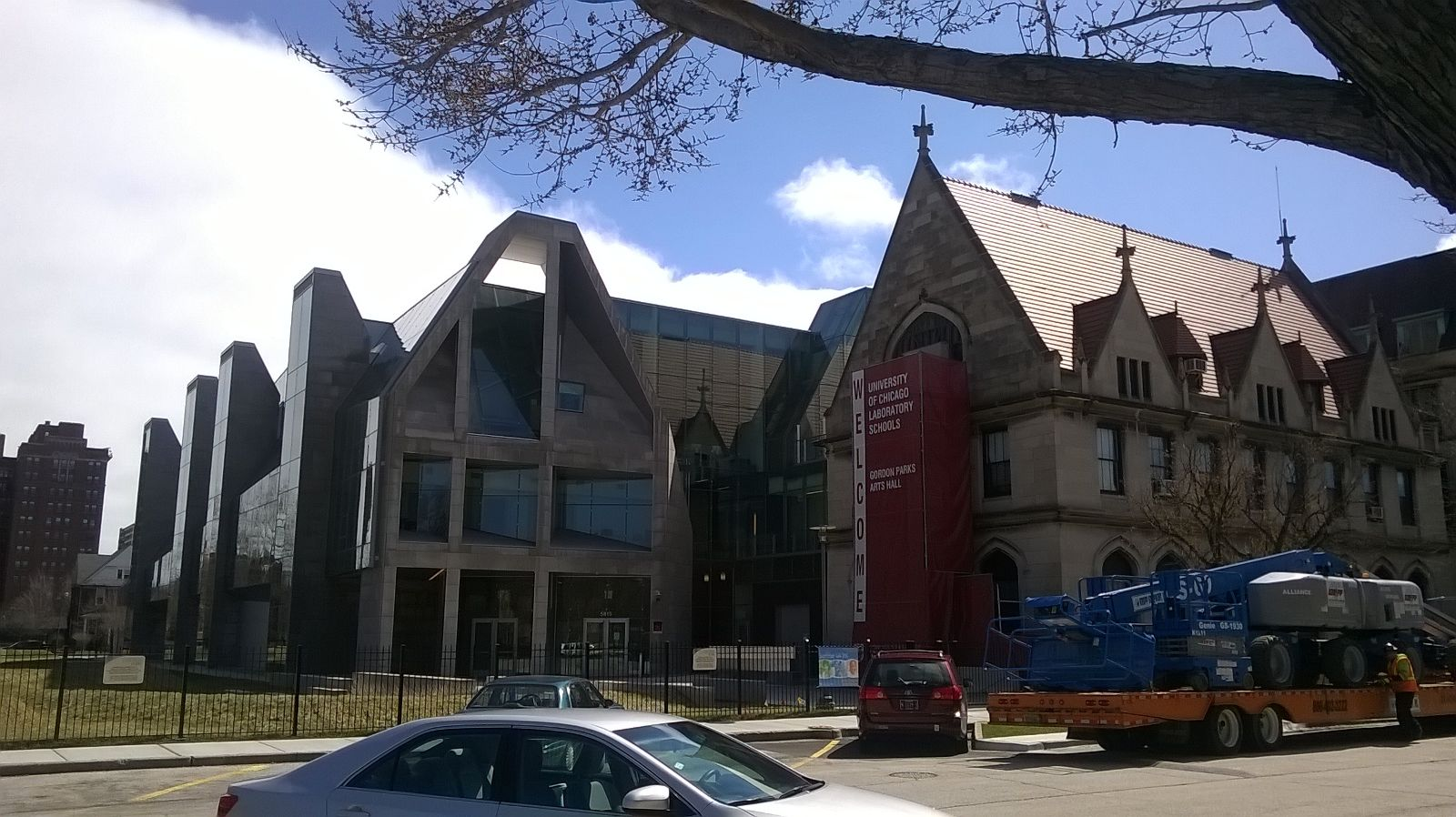
Laboratory Schools

L'escola té més de 2.015 estudiants inscrits actualment en 15 graus, tot i que hi ha plans per diversificar mésla oferta de formació
Avui, l'escola es divideix en una escola infantil (Pre-K i Kindergarten), l'escola primària (graus 1 i 2), la secundària (graus 3 a 5), l'escola mitjana (graus 6 a 8) i l'escola secundària (graus 9 a través de 12). Molts nens comencen a la guarderia i continuen la seva graduació fins a batxillerat i el 75% de les sol·licituds són per al cicle infantil o el 9è grau. La proporció estudiant / professor és de 10:1.
El 2007, l'escola es va situar en el quart lloc del rànquing de la nació d'universitats i escoles superiors per la seva taxa d'admissió en universitats i altres instituts. Entre 2012 i 2016, 71 U -graduats foren alumnes de la Universitat de Chicago.
U-High ofereix més de 150 classes diferents. Tots són de naturalesa preparatòria per a la Universitat. Els alumnes d'aquest institut tenen la possibilitat d'atendre després a la Universitat de Chicago amb una beca a més que tenen quatre biblioteques separades que contenen un total del 110 000 volums.

## Activitats extracurriculars
Els estudiants de secundària poden triar entre 40 clubs i activitats diferents. Els equips de matemàtiques, ciències i models de l'escola secundària habitualment participen i guanyen en els concursos a nivell nacional. El diari de l'escola (The Midway) i l'anuari (U-Highlights) guanyen regularment premis regionals i nacionals, igual que la seva revista d'arts, "Renaissance". Altres activitats amb gran accptació inclouen teatre, clubs ètnics, Consell d'estudiants, debat polític i Model d'ONU. El model de l'equip de l'ONU està constantment classificat entre els primers del país i és mundialment conegut per la seva excel·lència competitiva. El 2011, es va classificar com a equip de l'Escola Núm. 2 de l'escola secundària als Estats Units. L'any 2018, l'equip de l'ONU Model de Lab es va guanyar el premi de Millor Gran Delegació al Conferència de l'ONU Model Harvard superant a la Dalton School of New York. A més, l'Equip de Debat ha guanyat nombrosos tornejos de circuits nacionals i es considera extraoficialment en el Top 20 a nivell nacional. Plantilla:Per qui A més, els equips de matemàtiques i ciències d'U-High guanyen constantment i es col·loquen entre els primers a Competències regionals i estatals, respectivament.
Organitzats per l'Oficina de Desenvolupament de Relacions d'Antics Alumnes, els membres de l'alumnat d'U-High són nomenats per la facultat a servir a la Societat de la Maroon Key. La societat Key Maroon serveix d'ambaixadors per a l'escola i ajuda a proporcionar visites als alumnes visitants, estudiants potencials i altres convidats a l'escola.
Els equips atlètics de l'escola, els Maroons, competeixen a la Lliga Escolar Independent (ISL) i són membres de Illinois High School Association (IHSA). Els camps de l'escola mitjana compten amb 15 equips de voleibol de beisbol, bàsquet, cross country, futbol, pista i nenes. L'escola secundària té més de 25 equips: beisbol, bàsquet, cross country, esgrima, golf, esquaix, vela, futbol, natació, tennis, pista i campament a l'aire lliure i interior i voleibol de nenes. Els equips admeten a qualsevol alumne que vulgui participar-hi i gairebé el 65% d'U-Highers participen en almenys un equip.

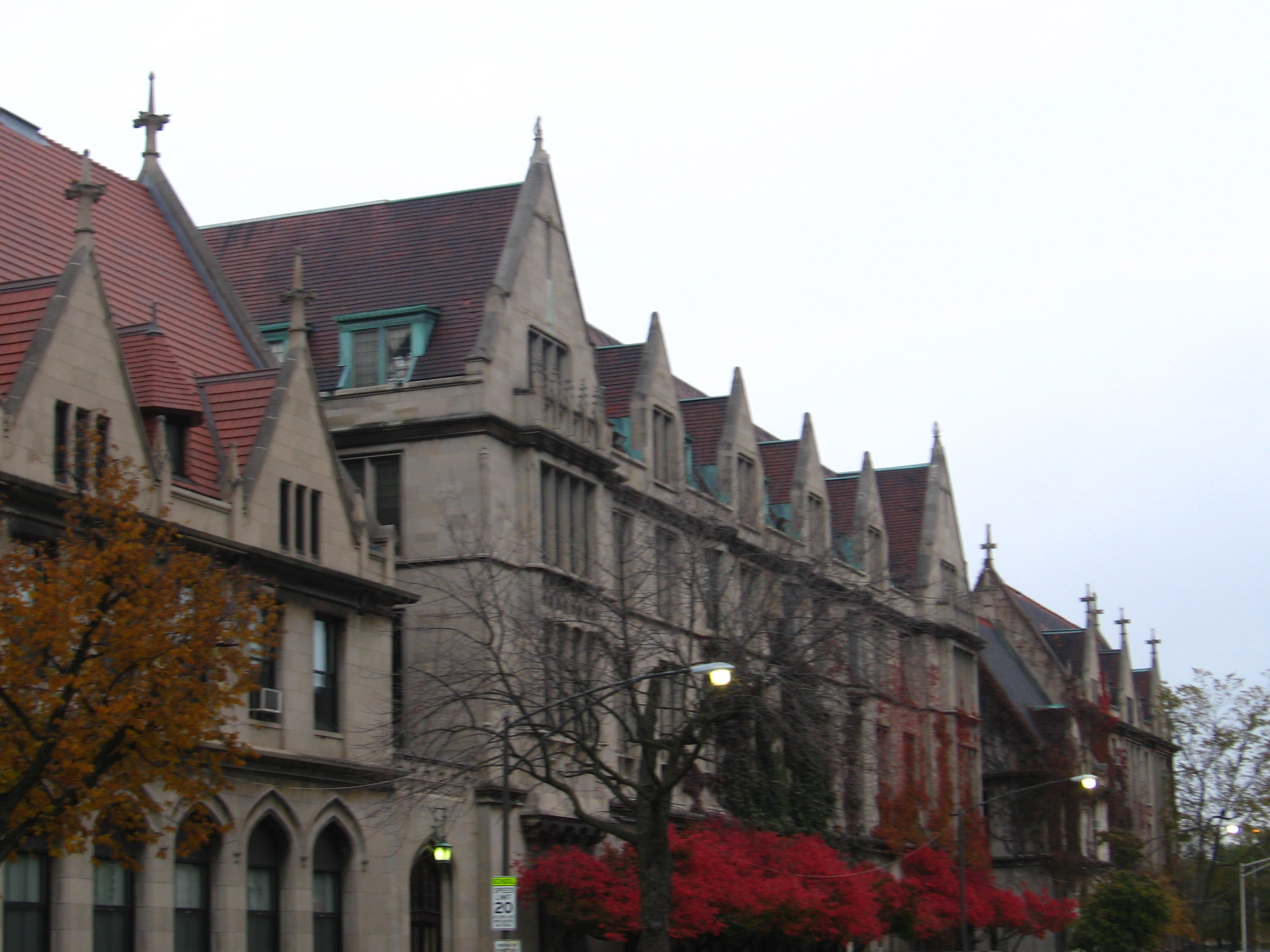
Judd Hall com visible des de l'adjacent Charles M. Harper Center

## Excel·lència del professorat
Aquests són alguns dels professors que han treballat al laboratori:
• Vuit professors de laboratori han rebut el prestigiós Premi Golden Apple (Golden Apple Award), el màxim de les escoles de la ciutat. (2009 Christina Hayward, 2007 David Derbes, 2004 Rosa McCullagh, 1994 Michael (Spike) Wilson, 1992 Jan Yourist, 1989 Catharine Bell, 1987, Hanna Goldschmidt, 1986 Randy Fowler.) Altres han rebut el Premi Kohl McCormick Early Childhood Teaching.
• Un premi per al geni MacArthur i el premi Erikson Institute per al servei als nens es troben entre els èxits de l'autor / professor Vivian Paley, que va passar la major part de la seva carrera acadèmica al institut . (Lliçons del seu aclamat llibre  No es pot dir que no es pot jugar  en explica l'enfocament de la Escola Laboratori).
• Creat i finançat en honor de Zena Sutherland (un membre de la facultat de la U. de C. i encara considerada com una de les estudioses més influents del món de la literatura juvenil), el Premi Sutherland anual per a l'Excel·lència en la Literatura Infantil és un dels els únics premis de llibres seleccionats pels estudiants als Estats Units.
• Els professors de laboratori van contribuir al Projecte de Matemàtiques Escolars de la Universitat de Chicago, el projecte de currículum matemàtic per universitaris més important del país. Es van seleccionar els textos de "Everyday Mathematics", aclamats a nivell nacional, per a estudiants d'educació primària i "Matemàtica de la transició", un text pre-àlgebra de l'escola mitjana.
• Blue Balliett, autor de  Chasing Vermeer ,  The Wright Three   i  The Calder Game, es va basar en les preguntes dels seus fills i en les seves experiències com a docent a l'Escola Laboratori

## Aules
• Les aules de laboratori són visitats per professors i gestors que desitgen veure de primera mà la manera com els professors de l'Escola laboratori integren la filosofia de Dewey en la seva activitat docent a l'aula.